# Alfa Romeo Montreal
Alfa Romeo Montreal – samochód sportowy klasy średniej produkowany przez włoską markę Alfa Romeo w latach 1971−1977.

## Historia i opis modelu

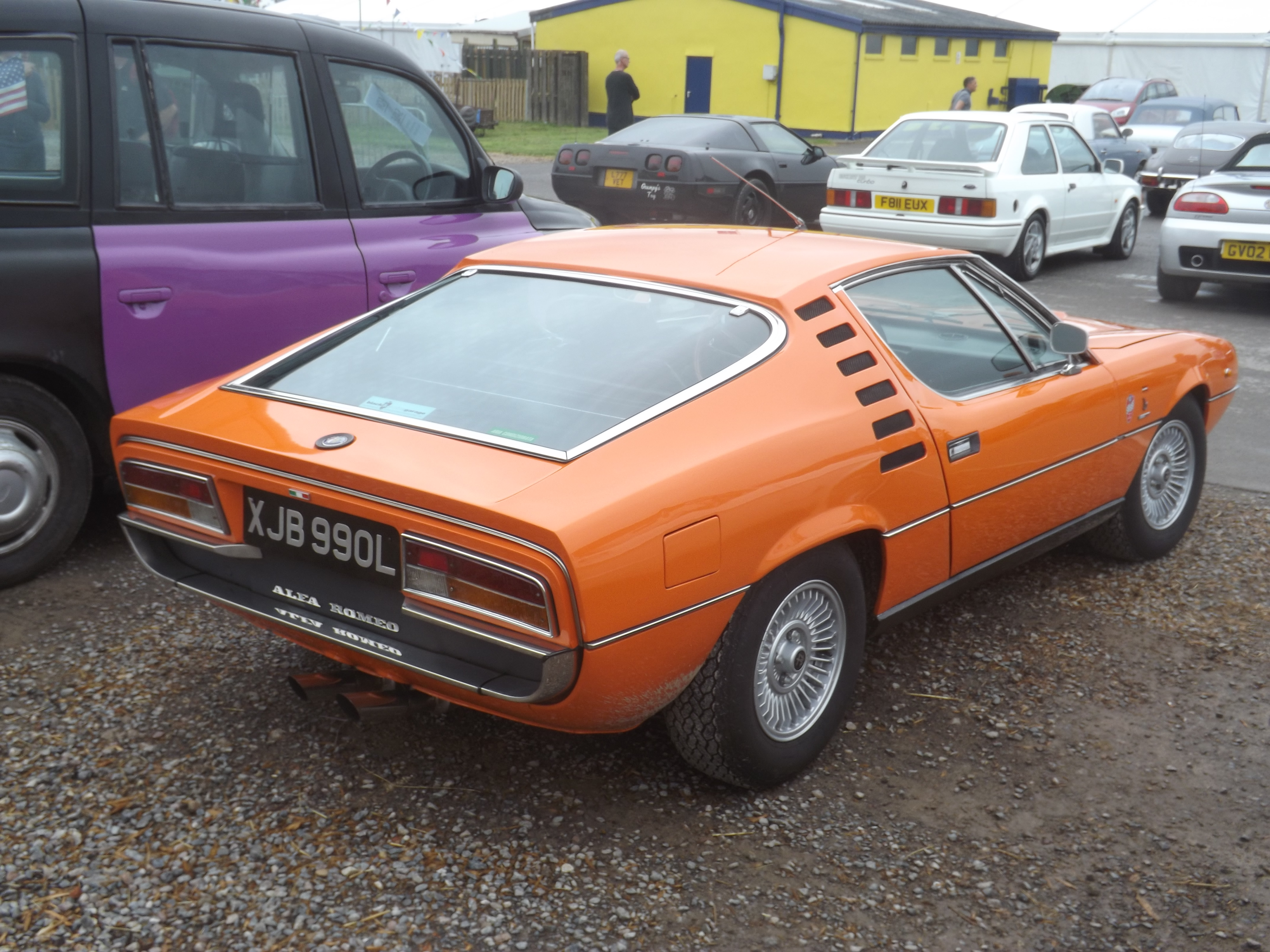
Alfa Romeo Montreal - tył

Projekt "Alfy Romeo Montreal" powstał z okazji targów Expo '67. Został zbudowany wspólnie z firmą projektową Bertone. Na początku nikt nie podejrzewał, że ten samochód trafi do produkcji seryjnej, jednak tak właśnie się stało. Wersja produkcyjna została zaprezentowana oficjalnie na Salonie Samochodowym w Genewie w 1970 roku.
W produkcję tego modelu były zaangażowane trzy zakłady. Fabryka Alfy Romeo w Arese wykonywała wytłoczki nadwozia. Spawano i zgrzewano z nich nadwozie w zakładach Bertone w Caselle, były one następnie lakierowane w Grugliasco koło Turynu. Po czym w wysuszonych nadwoziach montowano wyposażenie wnętrza i akcesoria zewnętrzne. Tak skompletowane nadwozie przewożono do Arese, gdzie odbywał się montaż zespołów mechanicznych.
W 1971 wyprodukowano 668 egzemplarzy. Rekordowy wynik zanotowano w 1972 roku - 2377 sztuk. W 1973 nastąpiło załamanie rynku samochodów ekskluzywnych i sportowych, wywołane kryzysem energetycznym. Dlatego poziom produkcji spadł do kilkuset sztuk w skali rocznej. I tak powstało w 1973 - 302 szt., w 1974 - 205 szt., w 1975 - 323 szt., w 1976 - 23 szt., a w 1977 - 27 sztuk. Daje to łączną liczbę 3925 egzemplarzy.

### Silnik
- V8 2,6 l (2593 cm³), 2 zawory na cylinder, DOHC
- Układ zasilania: pośredni wtrysk paliwa Spica
- Średnica cylindra × skok tłoka: 80,0 × 64,5 mm
- Stopień sprężania: 9,0:1
- Moc maksymalna: 200 KM (147 kW) przy 6500 obr./min
- Maksymalny moment obrotowy: 255 N•m przy 4750 obr./min

### Osiągi
- Przyspieszenie 0-100 km/h: 7,6 s (0-60 mph)
- Prędkość maksymalna: 220 km/h

Źródło: